# Epiphaxum micropora
Epiphaxum micropora är en korallart som beskrevs av Bayer och Muzik 1977. Epiphaxum micropora ingår i släktet Epiphaxum och familjen Lithothelestidae. Inga underarter finns listade i Catalogue of Life.